# دبيس بن علي
دبيس بن علي بن مزيد الاسدي الملقب بـ(نور الدولة) تولى الحكم ما بين عامي (408-474هـ / 1017-1081م).
قال عنه الإمام الذهبي:«كان فارسا، جوادا، ممدحا، كبير الشأن رثته الشعراء، فأكثروا». في عهد هذا الأمير حدثت الكثير من التطورات والتحديات المهمة فقد انتهت سيطرة البويهيين في بغداد سنة 447هـ وحلّت محلها سيطرة السلاجقة، وقد كان دبيس في أول الأمر ضد السلاجقة ثم انصلح الحال بعد ذلك.

## البداية
في ذي القعدة من سنة 408هـ توفي أبو الحسن علي بن مزيد الأسدي فقام بعده ابنه نور الدولة أبو الأغر دبيس. وكان أبوه قد جعله ولي عهده في حياته، وخلع عليه سلطان الدولة وأذن في ولايته. فلما توفي والده اختلفت العشيرة على دبيس، فطلب أخوه المقلَّد بن أبي الحسن على الإمارة، وسار إلى بغداد وبذل للأتراك بذولاً كثيرة ليعاضدوه، فسار معه منهم جمع كثير وكبسوا دبيساً بالنعمانية ونهبوا حلته. فانهزم إلى نواحي واسط، وعاد الترك إلى بغداد وقام الأثير الخادم بخدمة دبيس حتى ثبت قدمه، ومضى المقلد أخوه إلى بني عقيل فأقام بينهم وكانت بسبب ذلك بين دبيس وقرواش: أمير بني عقيل فتن وحروب. وجمع دبيس عليه بني خفاجة وملك الأنبار من يده سنة سبع عشرة. ثم انتقضت خفاجة على دبيس وأميرهم منيع بن حسان. فسار إلـى الجامعين فنهبهـا وملك الكوفة. ثم صار أمر دبيس وقرواش إلى الوفاق واستوى الأمر على ذلك ومنعت خفاجة بني عقيل من سقي الفرات.